# Куля (скупчення галактик)
Скупчення галактик Куля (англ. Bullet Cluster, 1E 0657-558) складається з двох скупчень галактик, що стикаються. Точніше, назва скупчення галактик Куля стосується меншого підскучення, яке віддаляється від більшого. Два підскупчення розташовані на радіальній відстані взаємного віддалення у 1,141 гігапарсек (3,7 мільярда світлових років).
Вважається, що дослідження гравітаційного лінзування скупчення Куля надали на поточний час найкращий доказ існування темної матерії.
Спостереження інших зіткнень між скупченнями галактик, таких як MACS J0025.4-1222, аналогічно вважаються такими, що підтримують існування темної матерії.

## Огляд
Основні компоненти пари скупчень —зорі, газ та гіпотетична темна матерія — поводять себе по-різному під час зіткнення, що дозволяє вивчати їх окремо. Зорі галактик, що спостерігаються у видимому світлі, не сильно постраждали від зіткнення, і більшість з них пройшли навиліт, гравітаційно сповільнені, але не змінені. Гарячий газ із двох скупчень, які зіткнулися, видимий у рентгенівських променях, становить більшу частину баріонної, тобто звичайної, матерії у парі скупчень. Гази взаємодіють електромагнітно, що викликає набагато більше уповільнення газів з обох скупчень, ніж їх зір. Третій компонент, темна матерія, була виявлена опосередковано в результаті гравітаційного лінзування об'єктів на задньому плані від скупчень. Згідно з теоріями без залучення темної матерії, таких як модифікована ньютонівська динаміка (МОНД), лінзування мало б слідувати за баріонною матерією, тобто, рентгенівським газом. Однак лінзування найсильніше у двох роз'єднаних регіонах поруч (можливо збігається) з видимими галактиками. Це підтримує гіпотезу про те, що більша частина маси у парі скупчень зосереджена у двох областях темної матерії, яка пройшла газові регіони під час зіткнення. Це узгоджується з передбаченнями, що темна матерія слабко взаємодіє інакше, ніж через силу гравітації.
Підскупчення Куля є одним із найбільш гарячих відомих скупчень галактик. Воно надає спостережувані обмеження для космологічних моделей, які можуть відрізнятися при температурах вище їх критичних температур, передбачених для скупчень. При спостереженні з Землі, підскупчення пройшло через центр скупчення 150 мільйонів років тому, створивши «вигнуту ударну хвилю з правого боку скупчення», яка утворилась, коли  «газ меншого скупчення температурою 70 мільйонів градусів Цельсія «проорав» через газ більшого скупчення температурою 100 мільйонів градусів зі швидкістю близько 6 мільйонів кілометрів на годину». Викид енергії еквівалентний 10 типовим квазарам.

## Значення для теорій темної матерії
Скупчення Куля надає кращий сучасний доказ для природи темної матерії і дає «свідчення проти деяких популярних версій модифікованої ньютонівської динаміки (МОНД)» при застосуванні до великих скупчень галактик. При статистичній значущості у 8σ було встановлено, що просторове зміщення центру загальної маси від центру вершин баріонної маси не може бути пояснене лише зміною закону гравітаційної сили.
За словами Грега Мадейски:
Особливо цікаві результати були отримані зі спостережень телескопом Чандра 'скупчення Куля' (1E0657-56) Markevitch et al. (2004) та Clowe et al. (2004). Ці автори повідомляють, що скупчення перебуває у процесі швидкісного (бл. 4500 км/с) злиття, про що свідчить просторовий розподіл гарячого газу, який випромінює у рентгенівському діапазоні, але цей газ тягнеться позаду галактик підскупчень. Більш того, масив темної матерії, виявлений мапою слабкого лінзування, збігається з галактиками, які вже не стикаються, але лежить попереду газу, що стикається. Це — та інші схожі спостереження — дають добрі обмеження щодо перетину взаємодії темної матерії між собою.
За словами Еріка Хаяші:
Швидкість підскупчення Куля не занадто велика для підструктури скупчення і відповідає поточно популярній космологічній моделі Лямбда-CDM ."

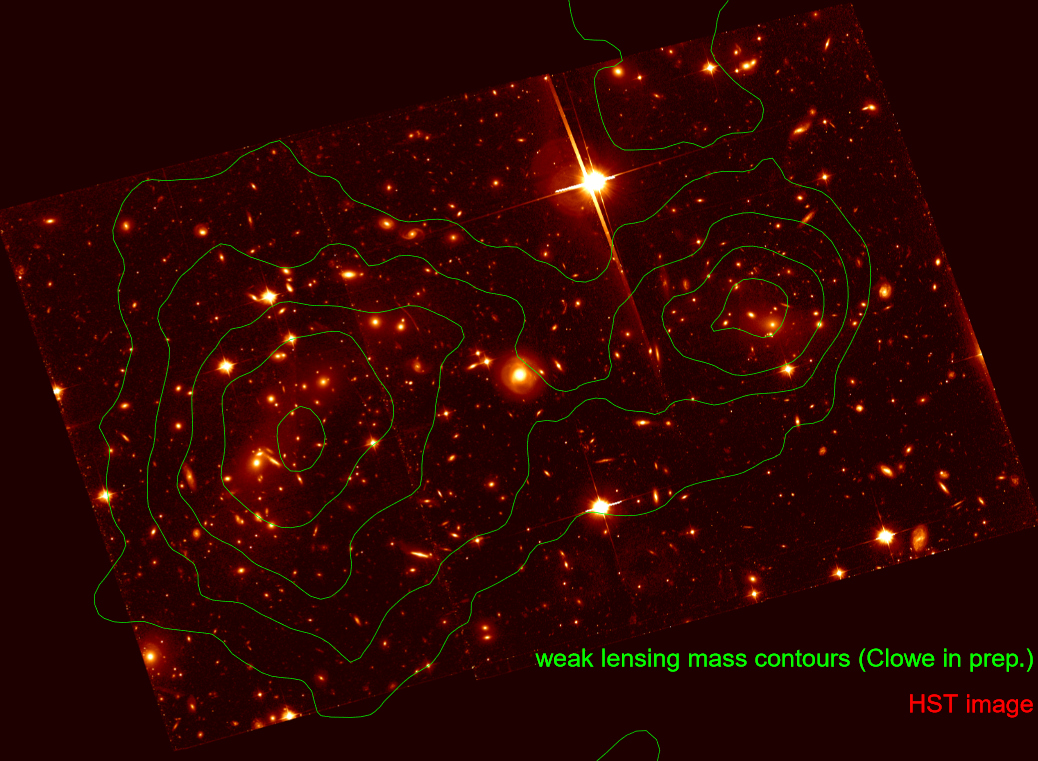
Ізолінії щільності мас, накладені поверх фотографії, зробленої з космічного телескопа Габбл.

Дослідження 2010 року прийшло до висновку, що швидкості зіткнення, як в даний час виміряні, є «несумісними з передбаченням моделі Лямбда-CDM». Однак наступна праця підтвердила, що зіткнення узгоджується з моделюваннями моделі Лямбда-CDM,  а попередня невідповідність випливала з малих моделювань та методології ідентифікації пар. Раніші праці про те, що скупчення Куля не відповідає стандартній космології, були засновані на помилковій оцінці швидкості «занурення» залежно від швидкості ударної хвилі в газі, який випромінює на рентгенівському діапазоні.
Хоча феномен скупчення Куля може надати прямі докази існування темної матерії у масштабі великих скупчень, він не пропонує жодної конкретної допомоги для вирішення оригінальної проблеми обертання галактик. Навпаки, спостережуване співвідношення темної матерії до видимої матерії в типовому багатому (насиченому) скупченні галактик значно нижче, ніж прогнозувалося. Це може означати, що переважаюча космологічна модель недостатня для опису невідповідності маси у галактичних масштабах або що її передбачення щодо форми Всесвіту є неправильними.

## Альтернативні тлумачення
Мордехай Мілгром, автор МОНД, опублікував спростування тверджень, що скупчення Куля доводить існування темної матерії. Крім того, він стверджував, що МОНД правильно враховує динаміку галактик поза скупченнями, і навіть у таких скупченнях, як скупчення Куля, ця теорія усуває необхідність для більшості темної матерії, залишивши тільки множник два, який, на очікування Мілгрома, має бути просто невидимою звичайною речовиною (невипромінююча баріонна матерія), а не холодною темною матерією. Без МОНД або схожої теорії невідповідність матерії у скупченнях галактик сягає множника 10, тобто МОНД зменшує розбіжність у п'ять разів. Ще одне дослідження 2006 року застерігає від «простої інтерпретації аналізу слабкого лінзування в скупчення Куля», залишаючи відкритим, що навіть у симетричному випадку скупчення Куля, МОНД, вірніше його релятивістська версія ТеВеС (тензорно–векторно–скалярна гравітація, англ. TeVeS, tensor–vector–scalar gravity), може пояснити спостережуване гравітаційне лінзування.

## Подальше читання
- arXiv: A direct empirical proof of the existence of dark matter [Архівовано 12 липня 2015 у Wayback Machine.]
- arXiv: Strong and weak lensing united III: Measuring the mass distribution of the merging galaxy cluster 1E0657-56 [Архівовано 11 грудня 2018 у Wayback Machine.] (Marusa Bradac) Fri, 18 Aug 2006 20:06:48 GMT
- arXiv: Can MOND take a bullet? [Архівовано 12 грудня 2018 у Wayback Machine.] Analytical comparisons of three versions of MOND beyond spherical symmetry [Архівовано 12 грудня 2018 у Wayback Machine.]
- arXiv: On the Law of Gravity, the Mass of Neutrinos, and the Proof of Dark Matter [Архівовано 5 березня 2017 у Wayback Machine.]
- arXiv: The Bullet Cluster 1E0657-558 evidence shows Modified Gravity in the absence of Dark Matter [Архівовано 12 липня 2015 у Wayback Machine.] Brownstein and Moffat
- CXO: Bedeviling Devil's Advocate Cosmology [Архівовано 12 січня 2011 у Wayback Machine.] (The Chandra Chronicles) August 21, 2006
- CXO: 1E 0657-56: NASA Finds Direct Proof of Dark Matter [Архівовано 26 січня 2011 у Wayback Machine.] Combined image of x-rays, visual and DM
- Harvard animation of the collision [Архівовано 9 травня 2011 у Wayback Machine.] showing how the dark matter and normal matter become separated.
- Harvard Harvard Symposium: Markevitch PDF [Архівовано 18 липня 2011 у Wayback Machine.] 36 color images and text slides modelling the existence of Dark Matter from Bullet cluster data
- NASA: NASA Finds Direct Proof of Dark Matter [Архівовано 25 червня 2017 у Wayback Machine.] (NASA Press Release 06-096) Aug. 21, 2006
- Scientific American Scientific American article SCIENCE NEWS August 22, 2006 Colliding Clusters Shed Light on Dark Matter that includes a movie of a simulation of the collision